# Зарудный, Александр Сергеевич
Алекса́ндр Серге́евич Зару́дный (19 [31] августа 1863, Царское Село — 30 ноября 1934, Ленинград) — российский адвокат, политический деятель. Министр юстиции Временного правительства (1917).

## Семья
- Отец — Сергей Иванович Зарудный (1821–1887) — сенатор, тайный советник, один из главных деятелей судебной реформы 1864 года.
- Мать — Зоя Александровна Мясново (1836–1901).

У Александра Зарудного было семеро братьев и сестёр, в том числе:
- Екатерина Сергеевна Зарудная-Кавос (1861–1917), художница;
- Сергей Сергеевич Зарудный. Был выслан в Сибирь на три года в 1887 году по делу «террористической фракции». По этому делу арестовывался и А. С. Зарудный, однако был освобождён за недостаточностью улик. Сын С. С. Зарудного Богдан-Александр Зарудный[укр.] (28.04.1890—08.02.1918) — украинский политический и государственный деятель, один из основателей и членов ЦК Украинской партии социалистов-революционеров, член Украинской Центральной Рады, генеральный секретарь (министр) земельных дел Генерального Секретариата (правительства) Украинской Народной Республики (21.12.1917—16.01.1918), убит красногвардейцами Муравьёва в первый день занятия ими Киева.

## Образование, работа в прокуратуре и министерстве юстиции
Окончил Училище правоведения (1885), начал служебную деятельность помощником секретаря Петербургского окружного суда. В апреле 1887 был арестован вместе с младшим братом Сергеем по делу о покушении на Александра III, при обыске у него была найдена нелегальная литература. Неделю провёл в доме предварительного заключения, затем освобождён из-за недостатка улик (следствие не смогло доказать ни его связей с террористами, не намерения распространять найденную литературу). В результате ему было вменено в наказание пребывание под стражей.

В 1887—1888 находился в заграничном отпуске. В 1888—1891 работал в министерстве юстиции. С 1891 служил в органах прокуратуры в провинции (Кременчуг, Полтава, Петрозаводск), в 1895—1900 — товарищ прокурора Петербургского окружного суда. Его коллега по прокуратуре С. В. Завадский отмечал честность и высокую эмоциональность Зарудного: 

Бескорыстнейший идеалист, добрый и отзывчивый человек, хороший, но несколько медлительный работник, он обладал головою, способной вскипать не хуже самовара.

В 1900—1902 служил в юрисконсультской части министерства юстиции. Завершил службу в чине статского советника, был награждён орденами св. Станислава 2-й степени и св. Анны 3-й степени.

## Адвокатская деятельность
С 1902 — присяжный поверенный Петербургской судебной палаты. Принадлежал к так называемой «молодой адвокатуре», занимавшейся политической защитой в разных городах России и оппозиционно настроенной по отношению к царскому режиму. Участвовал в защите обвиняемых по таким громким делам как процессы якутских ссыльнопоселенцев (1904; «романовское дело» — о вооружённом протесте против действий администрации), Боевой организации эсеров (1905, успешно защищал, в частности, одного из «эсеровских агитаторов» — будущего знаменитого писателя Александра Грина), лейтенанта П. П. Шмидта и других участников восстания на Черноморском флоте (1906), Петербургского совета рабочих депутатов (1906), о подготовке покушения на Николая II (1907). Кроме того, участвовал в «литературных процессах», защищая писателей, издателей, журналистов, привлекавшихся к ответственности за критику существовавших порядков. Во время «романовского дела» доказывал законность неповиновения незаконным действиям властей, рассматривая такой протест как необходимую оборону. В своей защитительной речи фактически солидаризировался со своими подзащитными: 

Со всем убеждением, на которое я только способен, со всей моей верой в конечное торжество добра, со всей моей беспредельной любовью к Родине я прошу присоединить и мою подпись к протесту от 18 февраля.

Особую известность Александр Зарудный как адвокат получил во время «дела Бейлиса» в 1913 году. По словам адвоката А. А. Демьянова, Зарудный 

был душой этого процесса и вряд ли без Зарудного мог пройти так блестяще этот процесс, несмотря на речи Маклакова, Грузенберга и других. Зарудный взял на себя труднейшую задачу, требовавшую огромного труда и эрудиции: доказать, что по учению самих евреев никаких ритуальных убийств совершенно быть не может. Он произнёс прекрасную речь, но весь блеск его защиты заключался в реплике гражданским истцам, когда он, отвергая их доводы и ссылаясь на Талмуд и другие религиозные книги еврейства, показал, как глубоко изучил он свой предмет, свою находчивость и блеск в реплике.

Также Демьянов вспоминал, что 

Зарудный, как адвокат, всегда знал дело, которое ему поручали, до тонкости. В этом отношении он был добросовестнейшим поверенным. В интересах своего подзащитного он доходил до тонкости; всё принимал в расчёт, изучал состав присяжных заседателей и принимал в расчёт характер судей, всегда знал, как повернуть защиту и что будет говорить. Я всегда считал Зарудного одним из лучших наших уголовных защитников. Зарудный никогда не стремился к рекламе. Мало того, он даже не интересовался, чтобы о речах его давали отчёт в газетах, или чтобы речь была напечатана даже тогда, когда она имела политическое значение.

По словам юриста Б. С. Утевского, 

Зарудный был скромным в жизни, лишённым честолюбия человеком. Он не гнался за гонорарами, не думал о заработке и весь отдавался защите на политических процессах. Мне вспоминаются судебные заседания по политическим делам, в которых лидером защиты был Зарудный и в которых мне приходилось участвовать на скромных ролях. К словам Зарудного мы все прислушивались. Уважением он пользовался и у старых адвокатов. Он производил сильное впечатление на присяжных заседателей.

## Политический деятель
С марта 1917 Зарудный участвовал в деятельности Трудовой группы, в июле того же года объединившейся с народными социалистами в Трудовую народно-социалистическую партию. В марте 1917 был назначен товарищем министра юстиции, активно участвовал в деятельности Комиссии по пересмотру Судебных уставов 1864, задачей которой был возврат законодательства к либеральным традициям судебных реформ. В июне того же года ушёл в отставку. Входил в состав группы специалистов Особого совещания Временного правительства по подготовке проекта Положения о выборах в Учредительное собрание, в июле 1917 в течение нескольких дней был старшим председателем Петербургской судебной палаты.

Входил в третий (второй коалиционный) состав Временного правительства как представитель Трудовой народно-социалистической партии. Курировал следствие по делу членов партии большевиков, обвинённых в государственной измене, организации восстания и шпионаже в пользу Германии. Настаивал на скорейшем аресте скрывшегося от следствия В. И. Ленина, однако большой активности в борьбе с большевиками не проявлял. Во время его руководства министерством были освобождены из-под стражи Л. Б. Каменев, А. В. Луначарский, А. М. Коллонтай и другие видные деятели большевистской партии. Дал военному министру и министру внутренних дел разрешение на время войны не допускать и закрывать собрания и съезды, которые могли представлять опасность в военном отношении. Из-за своей эмоциональности вступал в конфликты с подчинёнными. По словам А. А. Демьянова, 

зная его самостоятельность мнений и нетерпимость, я был уверен, что министром он долго не пробудет. Так оно и вышло.

После отставки с поста министра, в сентябре 1917 участвовал в Демократическом совещании, выступал с критикой слабости Временного правительства, был сторонником коалиции социалистических и либеральных политических сил, демонстрировал своё неприятие личной власти, в том числе и своего давнего друга А. Ф. Керенского. Искренняя и лишённая политического расчёта речь Зарудного была использована большевиками для критики в адрес Временного правительства.

## Деятельность в советское время
В советское время Зарудный отошёл от политической деятельности. Был членом Президиума коллегии адвокатов в Ленинграде и юрисконсультом ленинградского отделения Всесоюзного общества политкаторжан и ссыльнопоселенцев. Участвовал в защитах по уголовным делам. Занимался педагогической деятельностью, читал лекции на историко-революционные и юридические темы в различных городах страны. В 1933 по ходатайству Общества политкаторжан ему была назначена персональная пенсия.

## Награды
- орден св. Станислава 2-й степени;
- орден св. Анны 3-й степени.